# おかげ参り推進委員会
おかげ参り推進委員会（おかげまいりすいしんいいんかい）は三重県伊勢市のNPO法人。

## 概要
- 三重県伊勢市のNPO“宝永のおかげまいり300周年”の2005年（平成17年）にできた「平成のお蔭参り事業実行委員会」を2008年（平成20年）5月にリニューアルしてできたおかげ参り推進委員会を2011年（平成23年）3月よりおかげ参り推進委員会に改名され新たにスタートした。

## 活動
- 案内人 対象の下見ツアーの実施。
- 案内人対象の研修の実施。
- 企業とのコラボレーション。

## その他
- 伊勢神宮のこと。

## 歴史
- 江戸時代以前から御師が産業の大神である豊受大御神を、農民に広めたのがおかげ参りのきっかけである。御師は数名ずつのグループに分かれて各地に散らばり、農村部で暦を配ったり、豊作祈願を行ったりして、その年に収穫された米を初穂料として受け取る事で生計を立てていた。伊勢神宮の神田には全国から稲穂の種が集まり、参宮した農民は品種改良された新種の種を持ち帰った。数百万人規模のものが、60年周期（「おかげ年」と言う）に3回起こった。